# Museo Histórico de Kirguistán
El Museo Histórico de Kirguistán (en ruso: Киргизский государственный исторический музей ; en kirguís: Кыргыз Мамлекеттик Тарых музейи) es un museo ubicado en Biskek, Kirguistán. El museo contiene varias exposiciones sobre el patrimonio cultural del pueblo kirguís, cuyas esculturas y objetos datan desde la antigüedad hasta finales del siglo XX. Es uno de los museos más importantes de Asia Central.

## Historia
Durante las décadas de 1920 y 1930, se buscó completar ciertas colecciones etnográficas y arqueológicas, por lo que se propuso la construcción de un museo para almacenar diferentes tipos de artefactos culturales e históricos de Kirguistán. El museo fue fundado el 9 de diciembre de 1925 como la primera institución científica en Kirguistán. En 1927, el museo se abrió por primera vez al público y ha recibido varias contribuciones de historiadores y etnógrafos como Aleksandr Natanovich Bernshtam.
En 1933, el nombre del museo se cambió a Museo de Costumbres Locales. En 1943, el nombre del museo se cambió nuevamente a Museo de Cultura Nacional
y en 1954 pasó a llamarse Museo Estatal de Historia. En la década de 1960 se trasladó a un edificio construido en 1928 y diseñado por el arquitecto Zenkov. En 1984 se hizo un edificio especial para albergar al museo, con la intención de darle un diseño distintivo. Se encuentra cerca de la casa de gobierno en la plaza Ala-Too. En 2003 se trasladó la escultura de Lenin que se encontraba en la entrada al patio trasero.
El museo comenzó trabajos de remodelación en 2016 y volvió a abrir al público en 2021.

## Colección
El museo cuenta con una colección de más de 90,000 piezas. Se exhiben varias esculturas rupestres de la Edad del Bronce, así como una serie de colecciones de monedas antiguas y muchos objetos etnográficos, joyas e indumentaria de los siglos I al V, también pueden encontrarse instrumentos musicales y vestimenta de la cultura nómada kirguís. Además, el museo contiene varias fotografías y documentos sobre la formación y el desarrollo de la República Socialista Soviética de Kirguistán. El museo también alberga exhibiciones sobre la migración de personas en Asia Central.
En 2016, comenzaron los trabajos de renovación en partes del museo financiados por la Agencia de Cooperación y Coordinación de Turquía.

## Galería

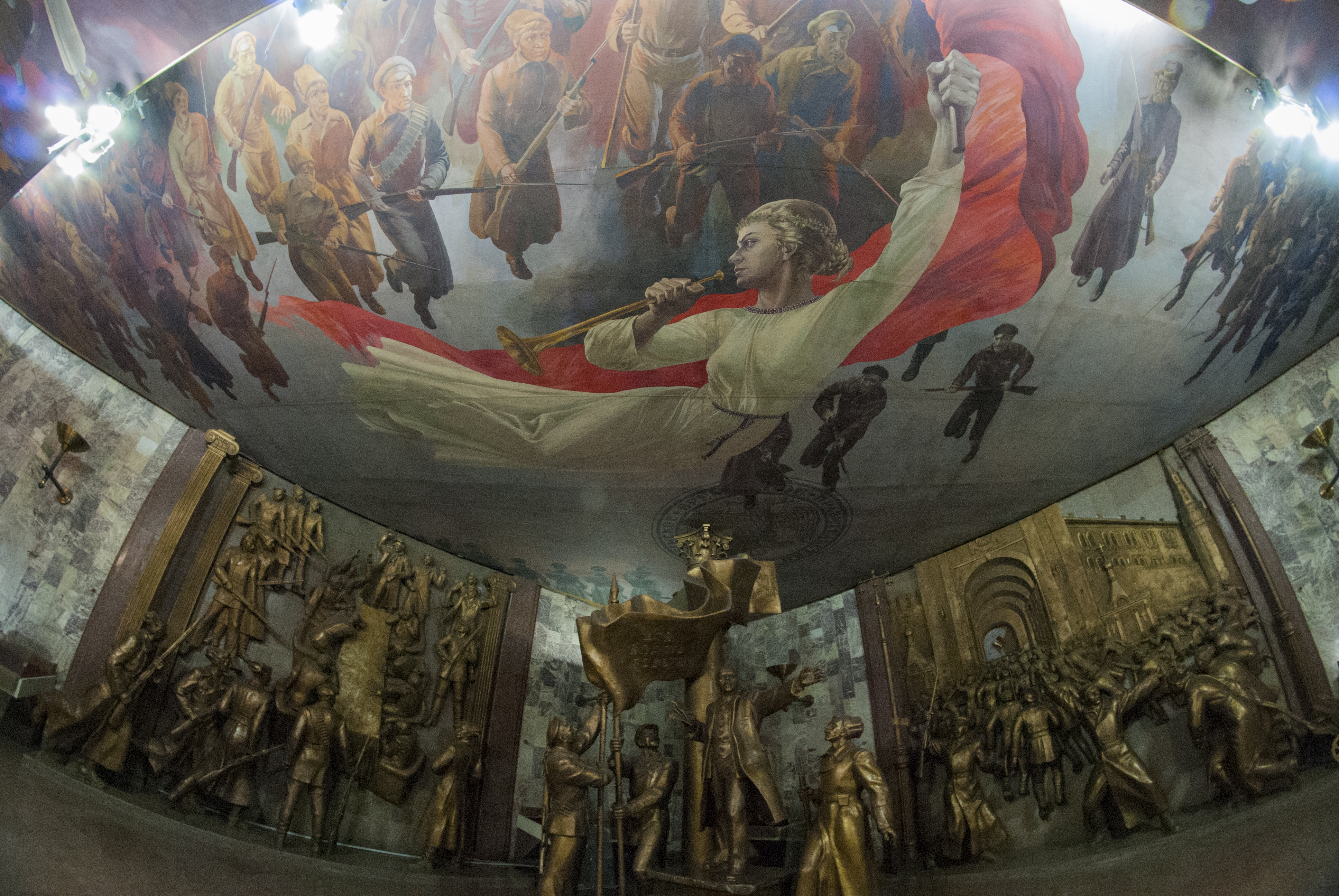
Interior de una de las salas del museo donde hay varias estatuas y pinturas.
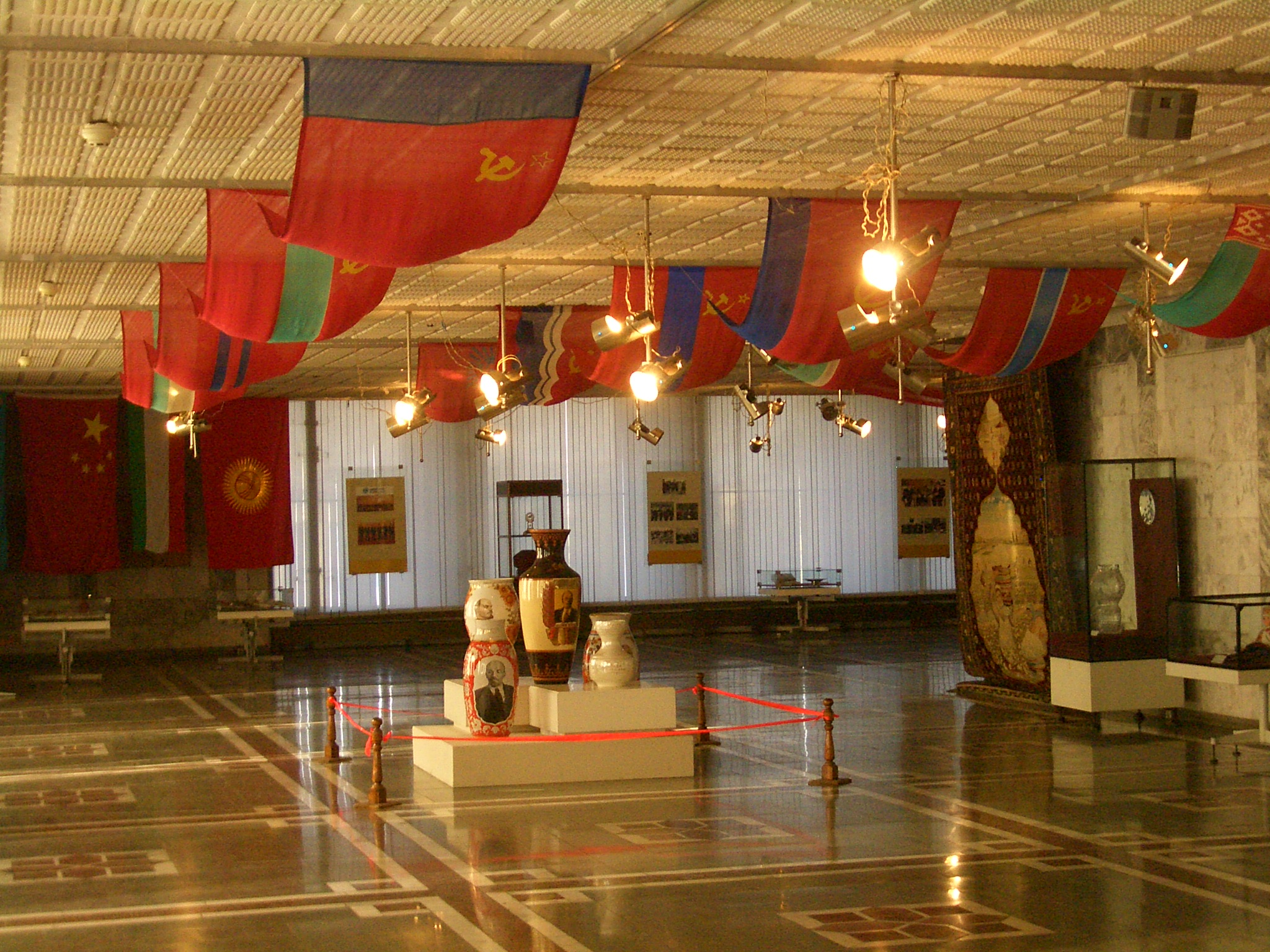
Colección de banderas
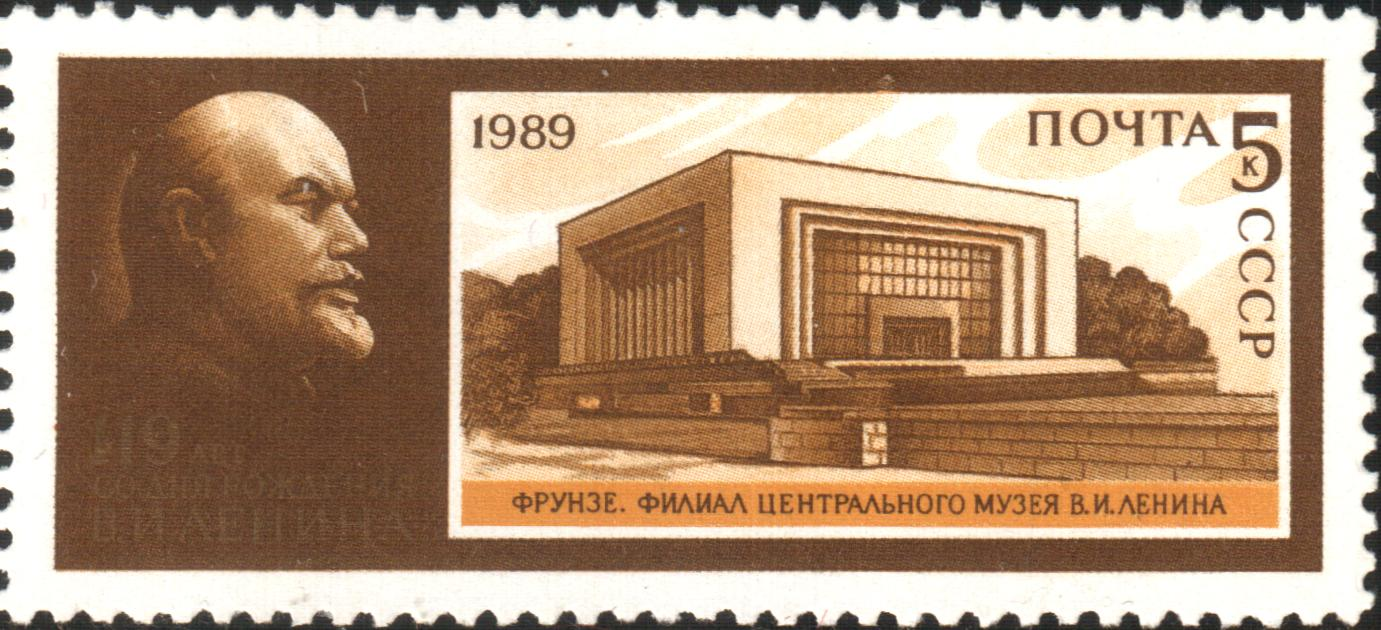
La Unión Soviética 1989 Sello CPA 6065
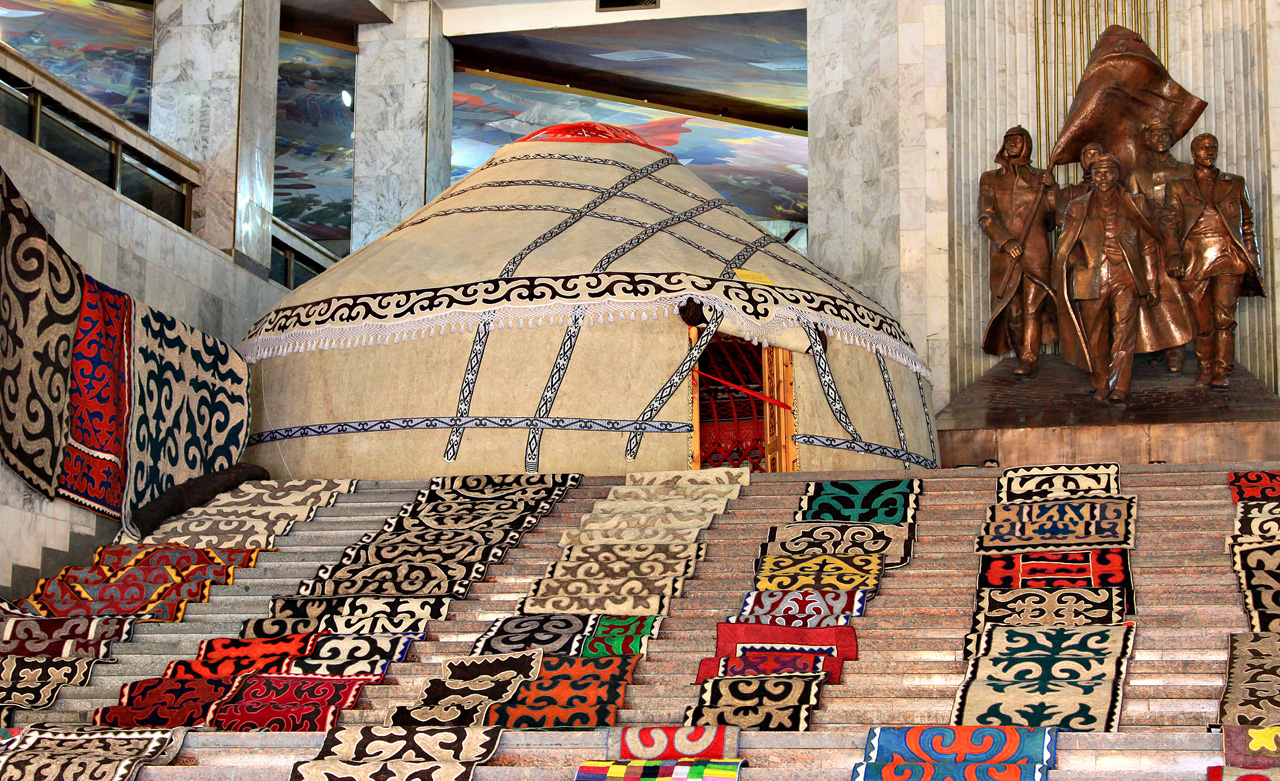
Alfombras tradicionales